# Kim Chee-yun

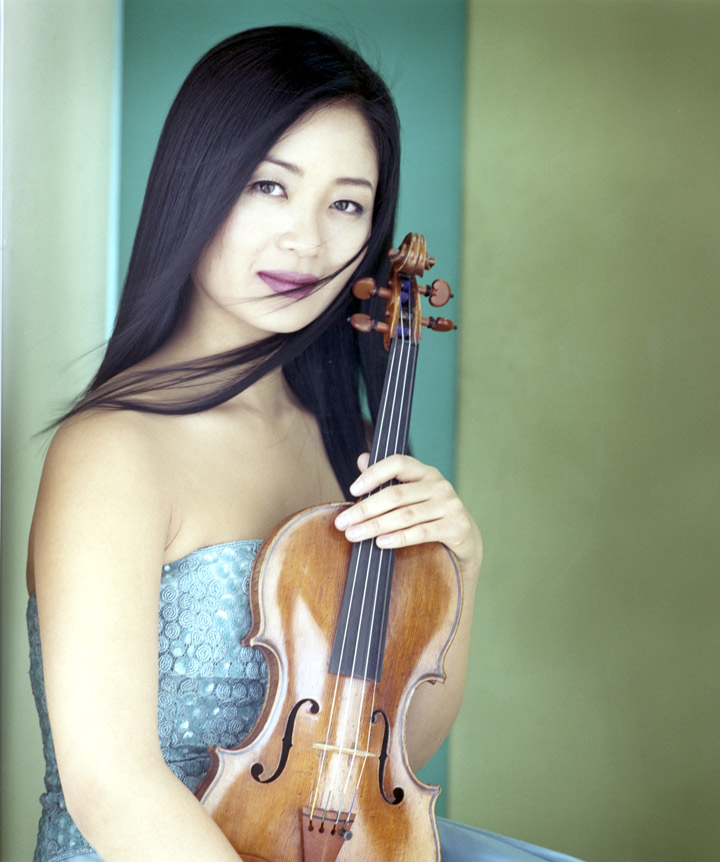
Chee-Yun

Kim Chee Yun (nacida en 1970) es una violinista de Seúl, Corea del Sur. Su nombre profesional es "Chee-Yun". 

## Trayectoria
Chee-Yun debutó en Corea, a la edad de 13 años. Estudió en la Juilliard School con Dorothy DeLay, Kang Hyo, y Félix Galimir. Ganó las Audiciones Internacionales de Conciertos de Artistas Jóvenes en 1989, lo que la llevó a un recital debut en el Carnegie Hall de Nueva York. Grava para el sello Denon.
Chee-Yun fue nombrada Artista en Residencia en la Universidad Metodista del Sur, en Dallas, Texas en el año 2008. Además de enseñar, realiza giras y recitales y conciertos.
Apareció en el episodio de la temporada 7 de Curb Your Enthusiasm, "Denise Handicap". Chee-Yun actúa regularmente con las orquestas más importantes del mundo, incluidas la Orquesta de Filadelfia, la Filarmónica de Londres y las orquestas sinfónicas de Toronto, Houston, Seattle, Pittsburgh y Nacional de Whashington. Además, ha aparecido con la Atlanta Symphony y la Orquesta de Cámara de St. Paul, y ha actuado con directores como Hans Graf, James DePriest, Jesús López-Cobos, Michael Tilson Thomas, Krzysztof Penderecki, Neeme Järvi, Pinchas Zukerman, Manfred Honeck y Giancarlo Guerrero. En junio de 2017 participa interpretando el Concierto de Sibelius en el V Festival Internacional de Música 'Villa de Santañí'. El concierto fue dirigido por Alfredo Oyágüez Montero y actuó con la Orquestra Simfònica del Conservatorio Superior de Música de las Islas Baleares.
Chee-Yun ha actuado en recitales en muchas ciudades importantes de los Estados Unidos, como Nueva York, Chicago, Washington, Los Ángeles, San Francisco y Atlanta. Entre ellos hay que destacar el estreno en Estados Unidos de la Sonata No. 2 de Penderecki con el pianista Barry Douglas. Como intérprete está muy ligada a la música de este compositor sobre todo al concierto, subtitulado Metamorfosis, que interpreta según el crítico Enrique Franco: "con sensibilidad lírica muy honda y virtuosismo fascinante, lo que conviene a una página en la que impera un impulso bien distinto al dramatismo del oratorio por Auschwitz (Dies Orae, de 1967), en una suerte de expresionismo asumido con inequívocos signos de identidad por el compositor, director y pedagogo. Los méritos y el verbo fluyente de la solista, impostado en la veracidad impuesta por el compositor-director, concluyeron en un éxito sin fisuras."
En música de cámara, Chee-Yun ha realizado giras con "Music from Marlboro" y actúa frecuentemente con Spoleto USA, un proyecto al que ha estado asociada desde su creación. En música de cámara ha actuado en los principales festivales norteamericanos como Ravinia, Aspen, Bravo! Vail Valley, La Jolla, Caramoor, Green Music, Santa Fe y Bridgewater, en el Great Mountains Music Festival en Corea del Sur, en el Clandeboye Festival con la Camerata Ireland en Irlanda del Norte, en el Opera Theatre y Music Festival en Lucca, Italia, en el Festival de Colmar en Francia, y en los festivales de Beethoven y Penderecki en Polonia y el Festival de Kirishima en Japón. También actúa en dúo con la violonchelista Alisa Weilerstein y ha tenido una actuación en la gala de otoño del American Ballet Theatre.

## Instrumentos
Chee-Yun interpreta el Stradivarius "Ex-Strauss" (Cremona, 1708), cedido por la Samsung Corporation. Chee-Yun posee un violín Francesco Ruggieri hecho en el año 1669 que compró durante los primeros años de su carrera. Se especula que su violín estuvo enterrado bajo tierra durante casi doscientos años con su dueño anterior en Noruega.

## Discografía
- Vocalise - Violin Show Pieces
- Sonatas de violín francés
- Conciertos Mendelssohn & Vieuxtemps
- Sonatas para violín Szymanowski & Franck
- Vocalise d'amour
- Recuerdos sentimentales
- Penderecki: Volumen 4 de obras de orquesta
- Lo mejor de Chee-Yun
- Lalo: Symphonie Espagnole y Saint-Saëns Concierto para violín No. 3